# 166 aC
El 166 aC va ser un any del calendari romà prejulià. Durant la República i l'Imperi Romà es coneixia com l'Any del Consolat de Gal i Marcel o també any 588 Ab urbe condita o de la fundació de la ciutat). L'ús del nom «166 aC» per referir-se a aquest any es remunta a l'alta edat mitjana, quan el sistema Anno Domini va ser el mètode de numeració dels anys més comú a Europa.

## Esdeveniments

### Àsia Menor
- Prúsies II rei de Bitínia, que des de l'any anterior (167 aC) era a Roma amb el seu fill Nicomedes II Epífanes, signa un acord amb el Senat i renova l'aliança entre Bitínia i Roma i la cessió d'alguns territoris, com diu Polibi.[2]
- Artaxes I d'Armènia és derrotat pel rei selèucida Antíoc IV, que només li pot imposar una contribució de guerra.[3]

### Síria Palestina
- Victòries jueves a les batalles de Bethoron i Emmaús entre Judes Macabeu i l'Imperi Selèucida, en el marc de la revolta dels Macabeus contra Antíoc IV.[4]

### Antiga Roma
- Aquest any són elegits cònsols Gai Sulpici Gal i Marc Claudi Marcel.[5]
- Sulpici Gal fa la guerra amb èxit contra els lígurs als que sotmet, i en tornar a Roma rep els honors del triomf.[6]
- Claudi Marcel venç als gals dels Alps, i també obté un triomf.[6]

## Naixements
- 15 d'octubre: Ptolemeu Eupàtor, fill de Ptolemeu VI (m. 152 aC).[7]